# Кондратьевское сельское поселение (Омская область)
Кондратьевское се́льское поселе́ние — муниципальное образование в Муромцевском районе Омской области Российской Федерации.
Административный центр — село Кондратьево.

## История
Статус и границы сельского поселения установлены Законом Омской области от 30 июля 2004 года № 548-ОЗ «О границах и статусе муниципальных образований Омской области»

## Население
| 2010 | 2011 | 2012 | 2013 | 2014 | 2015 | 2016 |
| ---- | ---- | ---- | ---- | ---- | ---- | ---- |
| 668  | ↘665 | ↘640 | ↘609 | ↘573 | ↘570 | ↘564 |
| 2017 | 2018 | 2019 | 2020 | 2021 | 2023 |      |
| ↘548 | ↘532 | ↘526 | ↘522 | ↘395 | ↘383 |      |

## Состав сельского поселения
| № | Населённый пункт | Тип населённого пункта       | Население |
| - | ---------------- | ---------------------------- | --------- |
| 1 | Кондратьево      | село, административный центр | ↘445      |
| 2 | Надеждинка       | деревня                      | ↘17       |
| 3 | Тармакла         | деревня                      | ↘206      |